# 魚冊
鱼册（又叫鱼签、鱼札）是起源于广东潮汕的特色美食，由鱼肉浆制作而成，相传于民国初年由广东汕头达濠人郑辫所发明。

## 制作方法
选取新鲜的海鱼，一般为角鱼或淡甲鱼，洗干净后把骨头剔除掉，刮出鱼肉。在砧板上把鱼肉拍打碾压成鱼茸，再装进木盆里，加入食盐、味精和生粉，搅拌均匀后再迅速地摔打至出胶，揉拍成粘膏状为止。将鱼糜放在砧板上，用粘了生粉的刀在砧板上刮，把鱼糜刮薄成片。再将食用油浸泡过的香菇、芹菜、红甜椒切成细条，放在鱼糜片上面，轻轻一卷便成了美味的鱼册。

## 食用方法
煮汤、煮麵、煮粿条，打火鍋都可以。